# Friedrich Bergmann (Politiker)
Friedrich Bergmann (* 5. Februar 1944 in Bad Oeynhausen) ist ein deutscher Politiker (FDP).

## Leben
Bergmann war Leitender Parlamentsrat und lebt in Esslingen am Neckar.
Bergmann ist Mitglied der FDP. Bei der Landtagswahl in Baden-Württemberg 1984 kandidierte er im Landtagswahlkreis Nürtingen. Er zog über ein Zweitmandat in den Landtag von Baden-Württemberg ein und gehörte diesem bis zum Ende der Legislaturperiode 1988 an.